# اوریدین دی‌فسفات گلوکورونیک اسید
اوریدین دی‌فسفات گلوکورونیک اسید (به انگلیسی: Uridine diphosphate glucuronic acid) با فرمول شیمیایی C۱۵H۲۲N۲O۱۸P۲ یک ترکیب شیمیایی با شناسه پاب‌کم ۱۷۴۷۳ است؛ که جرم مولی آن ۵۸۰٫۲۸۵ g/mol می‌باشد.